# St. Helena (Nebraska)
St. Helena è un comune degli Stati Uniti d'America, situato nello Stato del Nebraska, nella contea di Cedar.